# Africaleurodes loganiaceae
Africaleurodes loganiaceae là một loài côn trùng cánh nửa trong họ Aleyrodidae, phân họ Aleyrodinae.
Africaleurodes loganiaceae được Dozier miêu tả khoa học đầu tiên năm 1934.